# Генерални фактор
Генерални фактор је према Спирману и његовој двофакторској теорији интелигенције, генерални фактор је заједнички, општи фактор свих мерених варијабли у области интелектуалне способности тј. мера опште способности. Поред генералног фактора постоји још и низ специфичних фактора, односно специфичних способности.